# Vetenskapsåret 1982

## Händelser

### Arkeologi
- 25 maj - Vraken efter tre vikingaskepp hittas vid Foteviken söder om Malmö.[1]
- 1 augusti - De äldsta fossila resterna av en förfader till människan, en 1,22 meter lång apmänniska med hjärna som en schimpans, vilken vandrade runt i Afrika fyra miljoner år tidigare, rapporteras ha funnits i norra Etiopien 1981, vid en expedition ledd av Desmond Clark vid University of California, Berkeley.[1]
- 31 augusti - Ett benfragment, som några dagar tidigare påträffats i Samburubergen vid Baragoi, av en överkäke visas upp i Nairobi och antas av kenyanska och japanska vetenskapsmän vara en "felande länk" i människans utveckling från en med aporna gemensam "urfader".[1]

### Astronomiochrymdfart
- 9 januari - En total månförmörkelse kan ses över hela Europa samt delar av Afrika, Asien och Antarktis.[1]
- 12 januari - Forskargrupper i Pasadena och Peking uppger båda att man avfärdat tanken om liv på planeten Mars.[1]
- 11 februari - Kanadensiska radioastronomer uppges ha funnit kolstjärnan IRC + 10 216 i stjärnbilden Lejonet, 600 ljusår bort från jorden.[1]
- 5 mars - Sovjetiska sonden Venera 14 landar på Venus.[1]
- 10 mars - Alla nio planeter i Solsystemet (planetdefinition gäller 1982) befinner sig på samma sida om Solen, och i en position, för första gången på 492 år.[1]
- 21 mars - USA:s rymdfärja Columbia ger sig ut på sin tredje och dittills längsta färd. Rymdfärjan manövreras av Jack Lousma och Gordon Fullerton.[1]
- 30 mars - Efter 129 varv runt jorden landar USA:s rymdfärja Columbia i delstaten New Mexico i USA.
- 19 april - Sovjetunionen skjuter upp rymdstationen Saljut 7.
- 24 juni - 43-årige fransmannen Jean-Loup Chertien blir förste västeuropé i rymden, då han åker med sovjetiska Sojuz 6.[1]
- 4 juli - USA:s rymdfärja Columbia återvänder efter fjärde och sista testflygningen.[1]
- 21 augusti - En rymdkonferens avslutas i Wien.[1]
- 4 oktober - Rymdåldern firar 25-årsjubileum.[1]
- November - En meteorit på tre kilo slår ner genom ett hustak i Connecticut, USA [2].
- 16 november - USA:s rymdfärja Columbia landar i Kalifornien, efter att ha genomfört sin femte resa, och den första arbetsresan efter fyra testresor.[1]
- December - Vid en månförmörkelse blir Månen helt osynlig från Jorden på grund av de stoftmoln som kastats upp i Jordens atmosfär från vulkanen El Chichon i Mexiko. [2]

### Biologi
- September: Första rapporten om antimänsklig monoklonal antikropp-produktion.  References: Greener, Mark (2005).  MAbs Turn 30.  The Scientist 19(3):14-16.  Tseng S.C.; Jarvinen M.J.; Nelson W.G.; Huang J.W.; Woodcock-Mitchell J.; and Sun T.T. (1982).  Correlation of specific keratins with different types of epithelial differentiation: monoclonal antibody studies.  Cell 30(2):361-372. PMID 6183000.  Woodcock-Mitchell J.; Eichner R.; Nelson W.G.; and Sun T.T. (1982).  Immunolocalization of keratin polypeptides in human epidermis using monoclonal antibodies.  Journal of Cell Biology 95(2pt1):256-269.  PMID 6183275.

### Fysik
- 25 januari - En reaktor vid ett kärnkraftverk i Ginna i delstaten New York måste nödstoppas, och lokalt katastroftillstånd utlöses.[1]

### Geologi
- Okänt datum - Två amerikanska forskare utarbetar VEI-skalan för att jämföra magnituden av vulkanutbrott.

### Medicin
- 2 februari - I Sverige presenterar Nationalföreningen för upplysning om tobakens skadeverkningar att det under 1981 fanns två miljoner vanerökare i Sverige, och för första gången var det mer kvinnor än män som rökte.[1]
- Juli - Tidskriften Science rapporterar i sitt julinummer att ett svenskt forskarlag genomfört den första transplantationen någonsin av en mänsklig hjärna.[1]
- 26 juli - FN:s konferens om åldrandet inleds, då antalet äldre människor ökat på senare år. Sveriges socialminister Karin Söder föreslår att ett FN-organ för planering och forskning om åldrandet inrättas i Wien.[1]
- 13 augusti - I Hongkong blir det lag på hälsovarningstexter på cigarettpaketen.[3]
- 2 december - I Salt Lake City lyckas ett läkarlag operera in ett konstgjort hjärta, av aluminium och platst, på 61-årige Barney Clark.[1]
- 11-12 december - Den första lyckade levertransplantationen i Norden genomförs på Kirurgiska sjukhuset i Helsingfors, där en 21-årig kvinna får ny lever. Operationen leds av docent Krister Höckerstedt.[1]

## Pristagare
- Copleymedaljen: John Cornforth
- Darwinmedaljen: John Heslop-Harrison och Yolande Heslop-Harrison
- Fieldsmedaljen: Alain Connes, William Thurston och Shing-Tung Yau (Qiu Chengtong)
- Ingenjörsvetenskapsakademien utdelar Stora guldmedaljen till Sven-Olof Kronogård
- Nobelpriset: [4]
  - Fysik: Kenneth G. Wilson
  - Kemi: Aaron Klug
  - Fysiologi/Medicin: Sune Bergström, Bengt Samuelsson, John R. Vane
- Steelepriset: Fritz John, Lars Ahlfors, Tsit-Yuen Lam, John Milnor
- Sylvestermedaljen: John Adams
- Turingpriset: Stephen Cook
- Wolfpriset:
  - Agrikultur: Wendell Roelofs
  - Fysik: Leon Lederman, Martin L. Perl
  - Kemi: John Charles Polanyi, George Pimentel
  - Matematik: Hassler Whitney, Mark Grigoryevich Krein
  - Medicin: Jean-Pierre Changeux, Solomon Snyder, James Black
- Wollastonmedaljen: Peter John Wyllie [5]

## Födda
- 27 september - Maria Nikolić, Sveriges första provrörsbarn.[1]

## Avlidna
- 7 februari - Lotta Wångström, Sveriges andra hjärtbytespatient.[1]
- 8 oktober - Anna Freud, 68, österrikisk barnpsykolog.[1]

### Fotnoter
1. 1 2 3 4 5 6 7 8 9 10 11 12 13 14 15 16 17 18 19 20 21 22 23   Horisont 1982. Bertmarks
2. 1 2  Så funkar universum, James Muirden
3. ↑  Clarence Tsui, South China Morning Post, 12/12/99, webpage: ITobacco330 Arkiverad 13 januari 2013 hämtat från the Wayback Machine..
4. ↑  ”Nobelpriset”. http://nobelprize.org/nobel_prizes/lists/all/index.html. Läst 10 april 2011.
5. ↑  ”Geological Society”. Arkiverad från originalet den 5 juni 2011. https://web.archive.org/web/20110605102217/http://www.geolsoc.org.uk/gsl/society/history/page750.html. Läst 14 april 2011.